# Kunsthochschule für Medien Köln
Die Kunsthochschule für Medien Köln (kurz KHM) ist eine 1990 eröffnete staatliche Kunsthochschule in Köln mit dem Studienschwerpunkt Mediale Künste.

## Geschichte
Die KHM geht auf eine Initiative der sozialdemokratischen Landesregierung Nordrhein-Westfalens zurück. Anfang der 1980er setzte sich die damalige Wissenschaftsministerin Anke Brunn für die Schaffung einer Kunsthochschule in Köln ein. Aber anstatt die Kölner Werkschulen zur dritten Kunstakademie in Nordrhein-Westfalen zu ernennen, entschloss man sich, die Werkschulen zu schließen und eine Kunsthochschule für Medien neu zu gründen.
Der Studienbetrieb begann am 15. Oktober 1990 zunächst mit Zusatz- und Weiterbildungsstudiengängen. Ab 1994 wurde der 8-semestrige Diplomstudiengang Audiovisuelle Medien angeboten, der im Sommersemester 2011 in Mediale Künste umbenannt und auf 9 Semester erweitert wurde. Seit 2011 gibt es das Diplomstudium „Mediale Künste“ als grundständiges, 9-semestriges (Diplom 1) und als postgraduales, 4-semestriges (Diplom 2) Angebot. Ziel beider Angebote ist ein anspruchsvolles Projektstudium, das jedem Studierenden die freie Wahl und individuelle Kombination von künstlerischen Schwerpunkten ermöglicht.
Die Aufnahme des Lehrbetriebes begann in der provisorischen Unterbringung im Overstolzenhaus und am Peter-Welter-Platz 2. In den folgenden 15 Jahren gab es immer wieder Diskussionen um den Standort. Eine Ansiedlung in der Peripherie Kölns wurde ausgeschlossen, denn die KHM müsse in einem zentralen, urbanen Umfeld dauerhaft verankert sein. Daher wurden zwischenzeitlich bis zu sieben weitere Gebäude um den Peter-Welter-Platz und den Filzengraben angemietet. Ende 2005 wurde der Neubaukomplex am Filzengraben bezogen. Im März 2024 fand die Standortfrage mit der Anmietung des Gebäudes am Heumarkt 14 ihren Abschluss.

## Studium

Aula der Kunsthochschule für Medien Köln

Die Bereiche exMedia, Film, Kunst und Wissenschaft sind der organisatorische Überbau einer vernetzten Lehre. Sie fördert gezielt die interdisziplinäre Auseinandersetzung mit unterschiedlichen künstlerischen Feldern, auf die sich die Studierenden im Hauptstudium bzw. Zusatz- und Weiterbildungsstudium spezialisieren können: von der Fotografie, über Spiel-, Dokumentar- und Experimentalfilm, Animation, Video- und Lichtkunst, Kamera und Bildgestaltung, Design, Sound, Klang, Kunst im öffentlichen Raum, Literarisches Schreiben, Architektur, experimenteller Informatik, hin zu Theorie, Ästhetik und Geschichte der Maschinen, der Künste und der Medien. Die studentische Arbeit ist projektorientiert und findet in Ateliers, Studios und Laboren statt; begleitet von Vorlesungen und Seminaren, die die historischen und theoretischen Grundlagen der medialen Künste vermitteln. Die Mensa-Betreuung für Studierende und Beschäftigte erfolgt durch das Kölner Studierendenwerk.
Die KHM hat im Jahresdurchschnitt etwa 380 Studierende, die von einem internationalen Professoren- und Mitarbeiterteam sowie einem Netzwerk aus Fellows und Gastdozenten betreut werden. Die kontinuierliche Zusammenarbeit mit in- und ausländischen Hochschulen, kulturellen Institutionen, Festivals, Ausstellungsorganisatoren sowie der Medien- und Filmwirtschaft fördert diese Ausbildung.

### Studienschwerpunkte
Das Studium ist durch drei Bereiche organisiert: exMedia, Film, Kunst und Kunst- und Medienwissenschaft, denen folgende Studienschwerpunkte angehören:
- Animation / 3D-Animation / Games
- Bildgestaltung / Kamera / Montage
- Drehbuch / Dramaturgie / Literarisches Schreiben
- Experimenteller Film / Videokunst
- Künstlerische Fotografie
- Klangkunst / Sound Art
- Kreatives Produzieren / TV-Formate / Live-Regie
- Kunst- und Medienwissenschaften
- Kunst im öffentlichen Raum / Performance / Installation
- Politik der Netze und Apparate / Interface / Code
- Regie für Spiel- und Dokumentarfilm

### Promotionsprogramm
Die Kunsthochschule für Medien Köln bietet mit ihrer 2004 verabschiedeten Promotionsordnung die Möglichkeit zur philosophischen Dissertation. Angeboten werden folgende Promotionsfächer:
- Experimentelle Informatik
- Filmgeschichte und -wissenschaft
- Kunstwissenschaft
- Queer Studies / Transversale Ästhetik

### Feste Reihen / Veranstaltungen (Auswahl)
- Glasmoog – Raum für Kunst & Diskurs/Ausstellungsraum an der KHM (im ganzen Jahr)
- KHM auf der Art Cologne (jährlich)
- Tage der Offenen Tür/Rundgang an der KHM (jedes Sommersemester)
- Soundart-Reihen (Nocturne bis 2016/17, ab 2017 soundings)
- Filmreihen (jedes Semester mit Abschluss- und Debütfilmen der Absolventen)
- Showcase (Einmal jährlich lädt die Kunsthochschule für Medien Köln die Film-, Fernseh- und Medienbranche zur Sichtung der aktuellen Produktion nach Köln ein. Sie zeigt geladenen Produzenten, Redakteuren, Festivalleitern, Förderern und Journalisten eine Auswahl von Spiel- und Dokumentarfilmen. Zusätzlich werden Stoffe für lange Filme in einem Pitch vorgestellt.)

### Kooperationspartner
- Das Zentrum für Internationales Kunstmanagement CIAM (Center of International Arts Management) wurde im Mai 2005 als Gemeinschaftseinrichtung der Musikhochschule Köln, der Robert-Schumann-Hochschule Düsseldorf, der Kunstakademie Düsseldorf und der Kunsthochschule für Medien Köln gegründet und bietet u. a. den MA-Studiengang „Kunstmanagement“ an.
- Mit dem Fraunhofer-Institut für Intelligente Analyse- und Informationssysteme in St. Augustin unterhält die Kunsthochschule eine enge Zusammenarbeit auf dem Gebiet der Informatik und experimentellen Computerkunst.
- 1996–2018 bestand eine Vereinbarung mit der Escuela Internacional de Cine y TV (EICTV) in San Antonio de los Baños in Cuba zum gegenseitigen erfolgreichen Austausch von Studierenden.
- Seit 2008 besteht eine Kooperation mit dem ISAP-Programm des DAAD (Internationale Studien- und Ausbildungspartnerschaften), das ein Teilstudium an der Universidad Nacional de Colombia (UNAL) in Bogotá (Kolumbien) fördert.

Weitere Kooperationen: Bezalel Academy of Arts and Design (Jerusalem), Universidad Nacional de Colombia (Bogotà); Cité Internationale des Arts (Paris), Mecad (Barcelona), Korea National University of Arts (Seoul, Korea). Zahlreiche punktuelle Austauschbeziehungen mit Hochschulen in Frankreich, Italien, den Niederlanden, Skandinavien, Schweiz, UK, Japan, China, USA und weitere.
Von derzeit mehreren Tausend zentral erfassten Produktionen ist mehr als ein Drittel in Zusammenarbeit mit Partnern weltweit entstanden.

### Preise an der KHM
Das Ehepaar Alfred und Hedwig Neven DuMont stiftete von 1998 bis 2015 den Spiridon-Neven-DuMont-Preis für eine herausragende junge Künstlerpersönlichkeit innerhalb der Studierenden der Kunsthochschule für Medien. Seit 2012 stiftet der Verein der Freunde der KHM den Kunstpreis der Freunde der KHM (7500 Euro) und ermöglicht Förderstipendien zu 2000 Euro. Weiterhin unterstützt die Gleichstellung der KHM mit 1000 Euro jedes Jahr den Förderpreis für FLINTA* in Kooperationen mit dem Internationalen Frauenfilmfestival Dortmund/Köln, dem Museum Morsbroich in Leverkusen und dem Literaturhaus Köln.

## Bekannte ehemalige Professoren
- Robert van Ackeren (Drehbuch für Kino- und Fernsehfilm)
- Marie-Luise Angerer (Kultur- und Medienwissenschaften, Gender, Rektorin)
- Alfred Biolek (Honorarprofessor, Fernsehen/Talk)
- Peter Bringmann (Spielfilm-Regie)
- Didi Danquart
- Valie Export (Medienkunst)
- Dominik Graf (Fernsehen, Film)
- Ingo Günther (Medienkunst)
- Slavomir Idziak (Spielfilmregie, Kamera)
- Dieter Jung (Medienkunst, Holografie)
- Jürgen Klauke (Medienkunst, Künstlerische Fotografie)
- Horst Königstein (Fernsehen, Film)
- Dieter Kraemer (Medienkunst, Malerei)
- Dietrich Leder
- Titus Leber (Elektronisches Publizieren)
- Michael Lentz (Fernseh- und Filmdramaturgie)
- Peter Lilienthal (Fernsehen, Film)
- Sophie Maintigneux (Bildgestaltung)
- Jeanine Meerapfel (Fernsehen, Film)
- Anthony Moore (Klangkunst, Sound, Rektor)
- Werner Nekes (Medienkunst)
- Marcel Odenbach (Medienkunst, Mediale Inszenierung)
- Fabrizio Plessi (Medienkunst)
- Hans Ulrich Reck (Kunstgeschichte im medialen Kontext)
- Verena Rudolph (Spielfilmregie, Schauspielerführung)
- Hansjürgen Rosenbauer (Fernsehen, Film)
- Zbiginiew Rybczynski (Experimentalfilm)
- Julia Scher (Multimedia/Performance/Surveillant Architectures)
- Elisabeth Umberg-Vary (Medienkunst, Kostümbild)
- Siegfried Zielinski (Kommunikations- und Medienwissenschaften, Rektor)
- Peter Zimmermann (Malerei & Skulptur, Stiftungsprofessur)

## Bekannte Absolventen und ehemalige Mitarbeiter
Künstler:
- Rosa Barba
- Irit Batsry
- Ralf Baecker
- Werner Dütsch
- Rainer Eisch
- Karen Eliot (Teile des Kollektivs)
- Freya Hattenberger
- Oliver Held
- Peter Kiefer
- Pauline M’Barek
- Steffen Meyn
- Aurelia Mihai
- Achim Mohné
- Matthias Muche
- Johanna Reich
- Martin Reinl
- Evamaria Schaller (Österreich)
- Peter C. Simon
- Michael van den Bogaard
- Sandra Vásquez de la Horra

Filmemacher:
- Züli Aladağ
- Christian Becker
- Stephan Bergmann
- Jan Bonny
- Raymond Boy
- Bettina Braun
- Lars Büchel
- Volker Maria Engel
- André Erkau
- Thomas Durchschlag
- Almut Getto
- Erim Giresunlu
- Anna Hepp
- Lars Jessen
- Ingo Haeb
- Michael Koch
- Jan Krüger
- Hannes Lang
- Carmen Losmann
- Dirk Lütter
- Lars Montag
- Franz Müller
- Katharina Pethke
- Lola Randl
- Matthias Schellenberg
- Eva von Platen
- Ahmad Saleh
- Oliver Schwabe
- Mareike Wegener
- Philipp Käßbohrer
- Hans Weingartner
- Till Franzen

Autoren:
- Ralph Caspers
- Bernd Lichtenberg

Musiker:
- Matias Aguayo
- Daniel Ansorge

Hochschullehrer:
- Wolfgang Ernst (Humboldt-Universität zu Berlin)
- Peter Kiefer (Hochschule für Musik Mainz)
- Andreas Köpnick (Kunstakademie Münster)
- Eva von Platen (Akademie der Bildenden Künste Nürnberg)
- Thomas Hawranke (Burg Giebichenstein Kunsthochschule Halle)